# Bengali-Fodé Koïta
Pour les articles homonymes, voir Koïta (homonymie).
Bengali-Fodé Koïta (ou Koita), né le 21 octobre 1990 à Antony (France), est un footballeur international guinéen évoluant au poste d'attaquant à Sivasspor.

## Biographie

### Carrière en club
Bengali-Fodé Koïta est né le 21 octobre 1990 à Antony, de parents guinéens.
Il intègre en 2009 dans l'effectif professionnel du Montpellier Hérault Sport Club. Malgré des débuts très jeune, il n'arrive pas à s'imposer dans le club héraultais. Il doit attendre 2011 pour inscrire son premier but lors du parcours de son club en Coupe de la Ligue, qui le mènera en finale de la compétition. Il prolonge de deux saisons son contrat avec son club formateur le 25 août 2011. 
Le 30 janvier 2012, il est prêté pour cinq mois au RC Lens afin d'avoir plus de temps de jeu. Le 2 mars 2012, il marque son premier but sous les couleurs sang et or lors de la 26e journée de Ligue 2. Il obtient le titre de champion de France avec le Montpellier Hérault SC malgré son petit nombre de matchs avec l'équipe première avant de partir dans le Nord. Le 31 août 2012, il est prêté au Havre. 

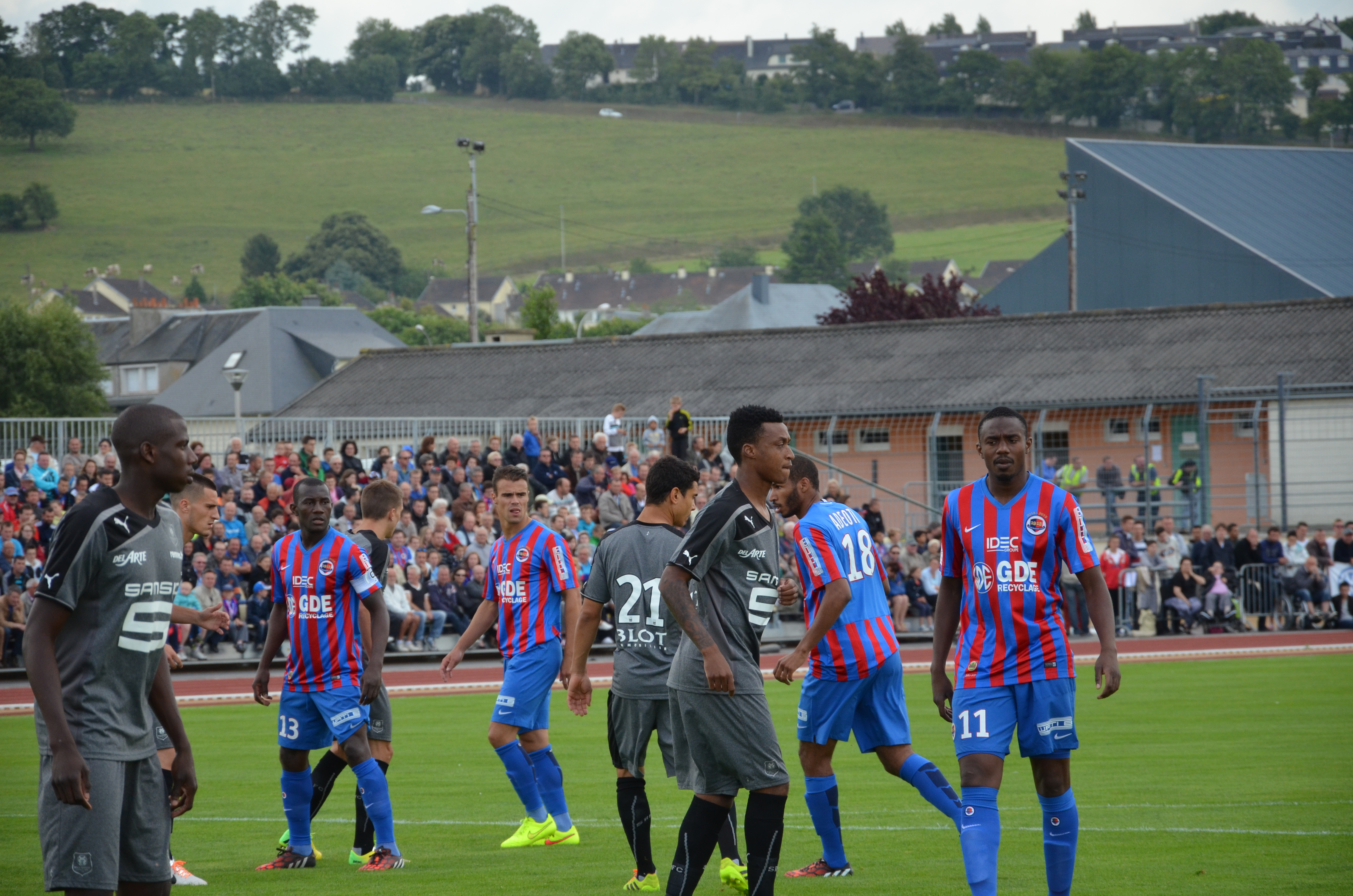
Koïta porte à Caen le n° 11.

Le 31 août 2013, n'entrant pas dans les plans du nouvel entraineur montpelliérain Jean Fernandez, il s'engage avec le Stade Malherbe de Caen avec lequel il signe un contrat de deux ans. Souvent titulaire à la suite du départ de Livio Nabab à l'AC Arles-Avignon, il inscrit son premier but avec Caen lors du match amical du centenaire du club face à l'AC Milan, lors de la victoire 3-0 du club normand. Lors de la 18e journée de Ligue 2, il inscrit le premier doublé de sa carrière face au CA Bastia seulement 5 minutes après son entrée en jeu. Il inscrit son premier but en Ligue 1 face à Metz, le 1er novembre 2014, lors de la 12e journée. Malgré un temps de jeu conséquent (59 matchs de championnat disputés), il ne trouve qu'à 7 reprises le chemin des filets (4 en Ligue 2, 3 en Ligue 1) pour 3 passes décisives lors de ses deux saisons en Normandie.
Le 21 juillet 2015, il signe un contrat de deux ans avec les Blackburn Rovers après avoir refusé une prolongation du club normand pour réaliser son rêve : évoluer en Angleterre,. Néanmoins, il quitte prématurément le club anglais en janvier 2016 contre 325000€ et signe un contrat avec le club de Kasimpasa en D1 turque.

### Carrière internationale
Après avoir disputé un match avec l'équipe de France espoirs, Fodé Koïta annonce son souhait de rejoindre les rangs de l'équipe nationale de Guinée mais n'a pas encore été appelé par le sélectionneur du Syli national.
Fin mai 2015, il est appelé pour la première fois par le nouveau sélectionneur Luis Fernandez, mais préfère décliner la sélection, souhaitant d'abord régler sa situation avec son club (en effet, étant en fin de contrat avec Caen, des discussions sont en cours avec ses dirigeants pour une éventuelle prolongation).
En juillet 2019, il est appelé pour la première fois en équipe de Guinée pour prendre part à la Coupe d'Afrique des Nations.

## Caractéristiques techniques
Lorsqu'il était formé à Montpellier, il évoluait en tant que buteur pur. Mais depuis son arrivée au SM Caen, sa palette offensive s'est allongée, pouvant évoluer sur tous les fronts de l'attaque, autant en pointe que sur les côtés.
Il est doté d'une bonne technique, rapide et puissant. D'ordinaire droitier, son arrivée à Caen lui a permis de savoir aussi bien tirer du pied droit que du pied gauche[réf. nécessaire], d'où la possibilité d'évoluer à tous les postes de l'attaque. En revanche, il souffre d'un manque d'endurance et a du mal à rester pendant 90 minutes sur le terrain, malgré une nette amélioration depuis son arrivée.

## Statistiques
| Saison                | Club                  | Championnat           | Championnat | Championnat | Coupe nationale | Coupe nationale | Coupe de la Ligue | Coupe de la Ligue | Total | Total |
| Saison                | Club                  | Division              | M.          | B.          | M.              | B.              | M.                | B.                | M.    | B.    |
| 2008-2009             | Montpellier HSC       | Ligue 2               | 1           | 0           | -               | -               | -                 | -                 | 1     | 0     |
| 2009-2010             | Montpellier HSC       | Ligue 1               | 6           | 0           | -               | -               | 1                 | 0                 | 7     | 0     |
| 2010-2011             | Montpellier HSC       | Ligue 1               | 5           | 0           | -               | -               | 3                 | 1                 | 8     | 1     |
| 2011-Jan. 2012        | Montpellier HSC       | Ligue 1               | 4           | 0           | 2               | 0               | 1                 | 0                 | 7     | 0     |
| Jan. 2012-2012        | RC Lens (prêt)        | Ligue 2               | 17          | 3           | -               | -               | -                 | -                 | 17    | 3     |
| 2012-2013             | Le Havre AC (prêt)    | Ligue 2               | 22          | 3           | 2               | 1               | -                 | -                 | 24    | 4     |
| 2013-2014             | SM Caen               | Ligue 2               | 30          | 4           | 4               | 3               | -                 | -                 | 34    | 7     |
| 2014-2015             | SM Caen               | Ligue 1               | 29          | 3           | 1               | 0               | 0                 | 0                 | 30    | 3     |
| Total sur la carrière | Total sur la carrière | Total sur la carrière | 114         | 14          | 9               | 4               | 5                 | 1                 | 128   | 19    |

## Palmarès

### Montpellier Hérault Sport Club
- champion de France obtenu en 2012.
- finaliste de la Coupe de la Ligue en 2011.
- Vainqueur de la Gambardella 2009

### Trabzonspor
- Championnat de Turquie
  - Champion en 2022